# IC 2503
IC 2503 — галактика типу S (спіральна галактика) у сузір'ї Малий Лев.
Цей об'єкт міститься в оригінальній редакції індексного каталогу.